# Todorići (gmina Šipovo)
Todorići (cyr. Тодорићи) – wieś w Bośni i Hercegowinie, w Republice Serbskiej, w gminie Šipovo. W 2013 roku liczyła 217 mieszkańców.